# Miguel Rivera Dorado
Miguel Rivera Dorado (Madrid, 1942) es un arqueólogo, catedrático de la Universidad Complutense de Madrid y escritor español que ha llevado a cabo excavaciones arqueológicas en Perú, Ecuador, Guatemala y México durante más de veinticinco años. Es autor de una veintena de libros y de más de doscientos artículos de su especialidad. Ha dirigido la Revista Española de Antropología Americana y la Misión Arqueológica de España en México. Conferenciante en numerosas universidades y centros de Europa y América, ha publicado también siete novelas de tema histórico americanista: Bolnak, el maya, El ocaso del Rey Serpiente, Toda luna, todo viento, El lugar de la quietud, Noche de Turquesas, La cerería esdrújula y Amarillo y azafrán. También es de destacar su labor de divulgación de los temas precolombinos, con intervenciones en revistas de gran difusión y en radio y televisión. Ha publicado versiones en español de las principales fuentes de la Historia Prehispánica maya y fundado la Sociedad Española de Estudios Mayas.
Obras principales:
- Los mayas, una sociedad oriental, Editorial de la Universidad Complutense, Madrid 1982.
- Los mayas de la Antigüedad, Editorial Alhambra, Madrid 1985.
- La religión maya, Alianza Editorial, Madrid 1986.
- Laberintos de la Antigüedad, Alianza Editorial, Madrid 1995.
- Los mayas de Oxkintok, Ministerio de Educación y Cultura, Madrid 1996.
- La ciudad maya, un escenario sagrado, Editorial de la Universidad Complutense, Madrid 2001.
- Espejos de poder. Un aspecto de la civilización maya, Miraguano Ediciones, Madrid 2004.
- El esplendor del ritual. El arte en América Precolombina, África y Oceanía (en colaboración con Alberto Costa), vol. 2 de la Historia del Arte Universal Ars Magna, Planeta, Barcelona 2006.
- El pensamiento religioso de los antiguos mayas, Editorial Trotta, Madrid 2006.
- Dragones y dioses. El arte y los símbolos de la civilización maya, Editorial Trotta, Madrid 2010.
- La Risa de Ixmukané, Miraguano Ediciones, Madrid, 2014.
- Los mayas. Una breve introducción, Alianza Editorial, Madrid, 2018.
- Las bocas del infierno. Imágenes mayas de una teoría universal, Miraguano Ediciones, Madrid, 2021.